# Konkurs Eurowizji dla Młodych Tancerzy
Konkurs Eurowizji dla Młodych Tancerzy (ang. Eurovision Young Dancers) – konkurs taneczny organizowany co dwa lata począwszy od 1985 roku (z wyjątkiem roku 2007 i 2009) przez Europejską Unię Nadawców (EBU). Odbywa się zazwyczaj w czerwcu lub lipcu.

## Obecny format konkursu
W konkursie mogą uczestniczyć artyści w wieku od 16 do 21 lat, nie zajmujący się tańcem zawodowo. Występy mogą być wykonywane jedynie solo, choć dawniej możliwe były również duety. Konkurs jest transmitowany na żywo do wszystkich państw uczestniczących w konkursie. Do udziału mogą się zgłosić jedynie publiczni nadawcy będący pełnoprawnymi członkami EBU (choć zdarzały się wyjątki). W ramach konkursu wszyscy tancerze wykonują wspólny taniec ułożony przez niezależnego, profesjonalnego choreografa. Dwóch najlepszych reprezentantów przechodzi do finału, podczas którego muszą zaprezentować spontaniczny taniec, po którym jury wybiera najlepszego tancerza.

## Zwycięzcy poszczególnych edycji

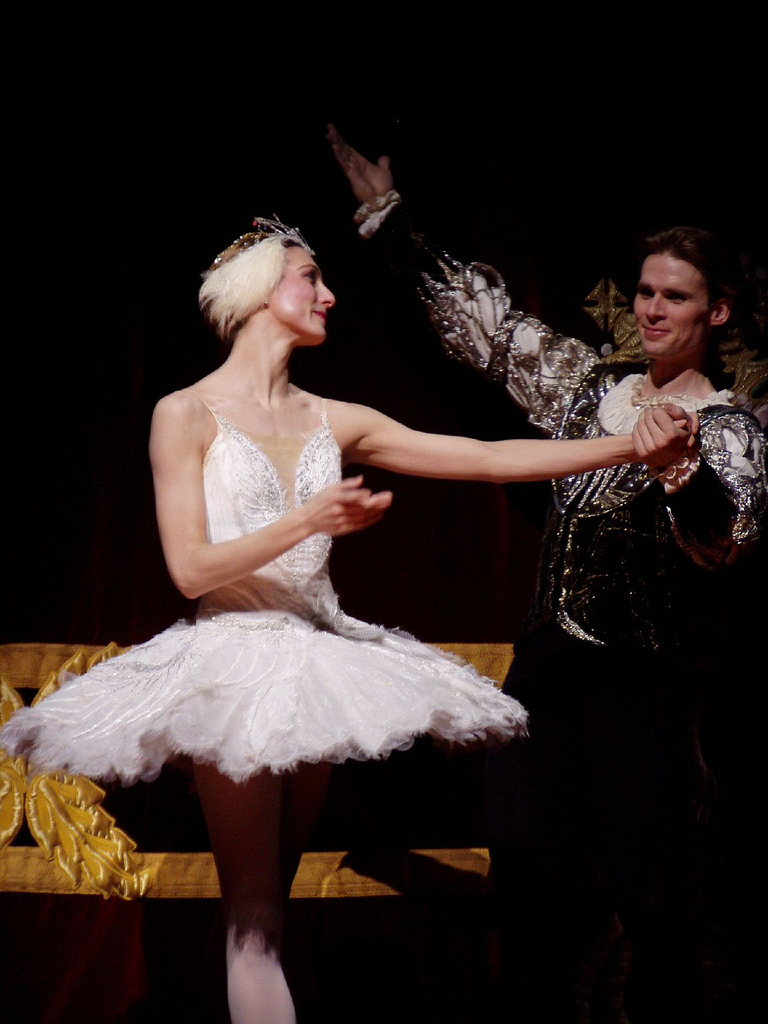
Zenaida Yanowsky - zwyciężczyni konkursu w 1993 roku, jako Odetta podczas Jeziora łabędziego w Operze Królewskiej w Londynie w 2007 roku

| Edycja                                  | Data finału     | Miejsce konkursu                                 | Uczestników | Zwycięzca konkursu | Zwycięzca konkursu                                         | 2. miejsce    | 3. miejsce    |
| Edycja                                  | Data finału     | Miejsce konkursu                                 | Uczestników | Państwo            | Tancerz / Tancerze                                         | 2. miejsce    | 3. miejsce    |
| --------------------------------------- | --------------- | ------------------------------------------------ | ----------- | ------------------ | ---------------------------------------------------------- | ------------- | ------------- |
| 1                                       | 16 czerwca 1985 | Teatro Municipale Reggio nell’Emilia, Włochy     | 11 państw   | Hiszpania          | Arantxa Argüellesi                                         | Norwegia      | Szwecja       |
| 2                                       | 31 maja 1987    | Schwetzingen Castle Theatre Schwetzingen, Niemcy | 14 państw   | Dania              | Rose Gad Poulsen i Nikolaj Hübbe                           | Szwajcaria    | Niemcy        |
| 3                                       | 28 czerwca 1989 | Palais des Congres Paryż, Francja                | 17 państw   | Francja            | Agnès Letestu (Taniec współczesny)                         | Nie ogłoszono | Nie ogłoszono |
| 3                                       | 28 czerwca 1989 | Palais des Congres Paryż, Francja                | 17 państw   | Wielka Brytania    | Tetsuya Kumakawa (Balet klasyczny)                         | Nie ogłoszono | Nie ogłoszono |
| 4                                       | 5 czerwca 1991  | Helsinki City Theatre Helsinki, Finlandia        | 15 państw   | Hiszpania          | Amaya Iglesias                                             | Francja       | Dania         |
| 5                                       | 15 czerwca 1993 | Dansens Hus Sztokholm, Szwecja                   | 15 państw   | Hiszpania          | Zenaida Yanowsky                                           | Szwajcaria    | Austria       |
| 5                                       | 15 czerwca 1993 | Dansens Hus Sztokholm, Szwecja                   | 15 państw   | Hiszpania          | Zenaida Yanowsky                                           | Szwajcaria    | Francja       |
| 6                                       | 6 czerwca 1995  | Palais de Beaulieu Lozanna, Szwajcaria           | 15 państw   | Hiszpania          | Jesus Pastor Sauquillo i Ruth Miro Salvador                | Szwecja       | Belgia        |
| 7                                       | 17 czerwca 1997 | Teatr Muzyczny Gdynia, Polska                    | 12 państw   | Hiszpania          | Antonio Carmena San José                                   | Belgia        | Szwecja       |
| 8                                       | 10 lipca 1999   | National Opera of Lyon Lyon, Francja             | 16 państw   | Niemcy             | Katja Wunsche i Stegli Yohan                               | Szwecja       | Hiszpania     |
| 9                                       | 24 czerwca 2001 | Linbury Teatrze Studio Londyn, Wielka Brytania   | 18 państw   | Polska             | Dawid Kupiński i Marcin Kupiński                           | Belgia        | Holandia      |
| 10                                      | 4 lipca 2003    | Stadsschouwburg Theatre Amsterdam, Holandia      | 10 państw   | Ukraina            | Jerlin Ndudi (Taniec klasyczny)                            | Nie ogłoszono | Nie ogłoszono |
| 10                                      | 4 lipca 2003    | Stadsschouwburg Theatre Amsterdam, Holandia      | 10 państw   | Szwecja            | Kristina Oom i Sebastian Michanek (Taniec nowoczesny)      | Nie ogłoszono | Nie ogłoszono |
| 10                                      | 4 lipca 2003    | Stadsschouwburg Theatre Amsterdam, Holandia      | 10 państw   | Czechy             | Monika Hejduková i Viktor Konvalinka (Nagroda uczestników) | Nie ogłoszono | Nie ogłoszono |
| 11                                      | 24 czerwca 2005 | Teatr Narodowy w Warszawie Warszawa, Polska      | 10 państw   | Holandia           | Milou Nuyens                                               | Polska        | Belgia        |
| Edycje 2007 oraz 2009 zostały anulowane |                 |                                                  |             |                    |                                                            |               |               |
| 12                                      | 24 czerwca 2011 | Dansens Hus Oslo, Norwegia                       | 10 państw   | Norwegia           | Daniel Sarr                                                | Słowenia      | Nie ogłoszono |
| 13                                      | 14 czerwca 2013 | Opera Bałtycka Gdańsk, Polska                    | 10 państw   | Holandia           | Sedrig Verwoert                                            | Niemcy        | Nie ogłoszono |
| 14                                      | 19 czerwca 2015 | Teatr Nowy Pilzno, Czechy                        | 10 państw   | Polska             | Viktoria Nowak                                             | Słowenia      | Nie ogłoszono |
| 15                                      | 16 grudnia 2017 | Prague Congress Centre Praga, Czechy             | 8 państw    | Polska             | Paulina Bidzińska                                          | Słowenia      | Nie ogłoszono |
| Edycja 2019 została anulowana           |                 |                                                  |             |                    |                                                            |               |               |

## Edycje anulowane
- 2007: Europejska Unia Nadawców zdecydowała się zaniechać organizację Konkursu Eurowizji dla Młodych Tancerzy 2007 z powodu wprowadzenia nowego formatu o podobnej tematyce – Konkursu Tańca Eurowizji, przeznaczonego dla dorosłych tancerzy. Konkurs został zaniechany po dwóch edycjach.
- 2009: po zaniechaniu Konkursu Tańca Eurowizji EBU postanowiła wznowić projekt Konkursu Eurowizji dla Młodych Tancerzy. Konkurs miał się odbyć 19 czerwca 2009 w Dance House w norweskim Oslo, został jednak przełożony na 2011 z powodu małej liczby państw zainteresowanych konkursem.
- 2019: EBU odwołała konkurs z powodu braku nadawcy, który zostałby gospodarzem konkursu.
- 2021: EBU odwołała konkurs z powodu trwającej pandemii COVID-19.

## Polskie uczestnictwo
Kraj, który uczestniczył aktywnie przynajmniej raz w konkursie
     Kraj, który nigdy nie uczestniczył w konkursie, mimo takiej możliwości
     Kraj, który uczestniczył aktywnie w konkursie jako część Jugosławii, ale nie jako niepodległe państwo

Kraj, który uczestniczył aktywnie przynajmniej raz w konkursie
Kraj, który nigdy nie uczestniczył w konkursie, mimo takiej możliwości
Kraj, który uczestniczył aktywnie w konkursie jako część Jugosławii, ale nie jako niepodległe państwo

Polska zadebiutowała w konkursie w 1993 roku. W roku 2001 w Royal Opera House w Londynie triumfatorami konkursu byli Polacy – bracia Marcin i Dawid Kupińscy. Kolejną polską zwyciężczynią została w 2015 roku pochodząca z Poznania, Viktoria Nowak. W 2017 roku Paulina Bidzińska podtrzymała dobra passę i zapewniła Polsce kolejny triumf. Telewizja Polska była organizatorem trzech edycji konkursu: w 1997, 2005 oraz 2013 roku.

## Kraje zwycięskie

Mapa uwzględniająca wszystkie zwycięskie państwa oraz ilość zdobytych przez nich wygranych

W całej historii Konkursu Eurowizji dla Młodych Tancerzy wygrało łącznie 11 krajów. Największą liczbę zwycięstw odniosła Hiszpania, której reprezentanci pięciokrotnie zajmowali pierwsze miejsce w finałowej klasyfikacji: w 1985, 1991, 1993, 1995 oraz 1997. W 1989 przyznano nagrody w dwóch kategoriach: tańcu nowoczesnym i tańcu klasycznym. W 2003 przyznano natomiast aż trzy nagrody główne. Podobnie jak w 1989 roku w kategoriach: najlepszy tancerz nowoczesny i najlepszy tancerz klasyczny, ponadto uczestnicy konkursu przyznali spośród siebie trzecią statuetkę.
| Wygrane | Kraj            | Rok                              |
| ------- | --------------- | -------------------------------- |
| 5       | Hiszpania       | 1985 • 1991 • 1993 • 1995 • 1997 |
| 3       | Polska          | 2001 • 2015 • 2017               |
| 2       | Holandia        | 2005 • 2013                      |
| 1       | Dania           | 1987                             |
| 1       | Francja         | 1989                             |
| 1       | Wielka Brytania | 1989                             |
| 1       | Niemcy          | 1999                             |
| 1       | Czechy          | 2003                             |
| 1       | Szwecja         | 2003                             |
| 1       | Ukraina         | 2003                             |
| 1       | Norwegia        | 2011                             |